# Вайна, Владимир
Владимир Вайна (чеш. Vladimír Vaina; 2 ноября 1909 — неизвестно) — чехословацкий гребец, выступавший за сборную Чехословакии по академической гребле в 1930-х годах. Победитель и призёр первенств национального значения, участник летних Олимпийских игр в Берлине.

## Биография
Владимир Вайна родился 2 ноября 1909 года.
Наиболее значимое выступление в своей спортивной карьере совершил в сезоне 1936 года, когда вошёл в состав чехословацкой национальной сборной и благодаря череде удачных выступлений удостоился права защищать честь страны на летних Олимпийских играх в Берлине. Вместе с напарником Йозефом Стракой стартовал в программе парных двоек — занял последнее шестое место на предварительном квалификационном этапе, затем финишировал третьим на стадии полуфиналов — тем самым выйти в решающий финальный заезд не смог.
После берлинской Олимпиады Вайна больше не показывал сколько-нибудь значимых результатов в академической гребле на международной арене. Дата и место смерти неизвестны.